# Rathaus (Reykjavík)
Das Rathaus von Reykjavík (isl. Ráðhús Reykjavíkur) befindet sich am See Tjörnin im Zentrum der isländischen Hauptstadt Reykjavík am Rande der Altstadt.
Das Rathaus wurde vom Architektenbüro Studio Granda geplant und 1987–1992 in Sichtbeton-Bauweise errichtet. Es besteht aus zwei Gebäuden. Einer der Eingänge im Osten kann über eine Brücke über den Tjörnin erreicht werden.
Neben der Stadtverwaltung beherbergt das Gebäude ein besichtigbares 3D-Reliefmodell Islands. Gelegentlich werden die Räumlichkeiten auch für Ausstellungen genutzt.